# Sitobion orchidacearum
Sitobion orchidacearum är en insektsart. Sitobion orchidacearum ingår i släktet Sitobion och familjen långrörsbladlöss. Inga underarter finns listade i Catalogue of Life.